# نادي جاغو
جاغو هو نادي كرة قدم جيبوتي يقع في مدينة جاغو. يلعب حاليًا في دوري جيبوتي الممتاز.